# ミゲル・アンヘル・ガルシア・テバル
ミゲル・アンヘル・ガルシア・テバル（Miguel Ángel García Tébar、1979年9月26日 - ）は、スペイン・アルバセテ出身の元サッカー選手。ポジションは守備的ミッドフィールダー。心臓の問題により31歳で現役を退いた。

## 経歴
アルバセテ県アルバセテに生まれ、1999年に地元のアルバセテ・バロンピエからトップチームデビューしたが、4シーズンで15試合しか出場することができなかった。2000年にはセグンダ・ディビシオンB（3部）のデポルティーボ・ラ・コルーニャBにレンタル移籍している。その後もセグンダ・ディビシオンBのレアル・サラゴサBやSDポンフェラディーナなどに所属したが、2005年、セグンダ・ディビシオン（2部）のCDカステリョンと契約した。2006年には同カテゴリーに降格したばかりのカディスCFに移籍したが、2007-08シーズンはリーグ戦42試合中18試合の出場にとどまり、クラブもセグンダ・ディビシオンB降格となった。2008年にセグンダ・ディビシオンのUDラス・パルマスに移籍し、31歳となった2010年にUDサラマンカと契約した。

### 突然の心停止と回復
2010年10月24日、ホームでのレアル・ベティス戦（0-3）の57分に、心停止により突然グラウンドに倒れた。両クラブのチームドクターによって心臓マッサージや自動体外式除細動器（AED）を用いた蘇生措置が取られ、安定した状態でスタジアムから運び出されてサラマンカ大学病院で検査を受けた。後に「約25秒間心停止の状態にあった」と発表され、UDサラマンカはミゲル・ガルシアの生命を救った両クラブのチームドクターの迅速で効果的な治療処置を称賛した。退院する直前、メディカルスタッフによってミゲル・ガルシアが直ちに現役引退しなければならないことが発表された。